# Nathalie Baye
Nathalie Baye (Mainneville, 6 luglio 1948) è un'attrice francese di cinema, teatro e televisione.

## Biografia
Dopo aver studiato danza, che ha iniziato a quattordici anni nel Principato di Monaco, all'età di diciassette si è recata negli USA con una compagnia di ballo. Al ritorno in Francia ha continuato l'attività di ballerina frequentando contestualmente il corso di formazione teatrale di René Simon. Diplomatasi poi al Conservatoire national supérieur d'art dramatique (CNSAD) di Parigi con una tesi su commedia, dramma e teatro in lingua straniera, ha iniziato nel 1972 la carriera nel mondo della recitazione.
Componente di giuria al festival di Cannes nel 1996, per il cinema ha lavorato con i maggiori registi francesi, da Jean-Luc Godard a François Truffaut a Bertrand Tavernier, recitando a fianco di noti attori.

## Vita privata
È madre dell'attrice Laura Smet, nata nel 1983 dalla sua relazione - durata dal 1982 al 1986 - con l'attore e rockstar Johnny Hallyday.

## Riconoscimenti
Nathalie Baye ha vinto per due volte il Premio César per la migliore attrice, nel 1983 per il film La spiata, diretta da Bob Swaim, e nel 2006 per l'interpretazione in Le Petit Lieutenant, di Xavier Beauvois (che le ha valso anche una Stella d'oro per un ruolo femminile alle Étoiles d'or du cinéma français). Ai César era stata premiata anche nel 1981 e nel 1982 come migliore attrice non protagonista.
Nel 2006 ha ricevuto un riconoscimento come migliore attrice anche al Festival internazionale del cinema di San Sebastián per il film Mon fils à moi girato con Gérard Depardieu. Tra gli altri premi ricevuti in carriera figurano, nel 1999, la Coppa Volpi per la migliore interpretazione femminile alla Mostra del Cinema di Venezia per Una relazione privata di Frédéric Fonteyne, e il premio come migliore attrice al Festival cinematografico di Seattle per Sciampiste & Co. di Tonie Marshall. Riceve il Premio Magritte onorario ai Premi Magritte 2012.

## Filmografia

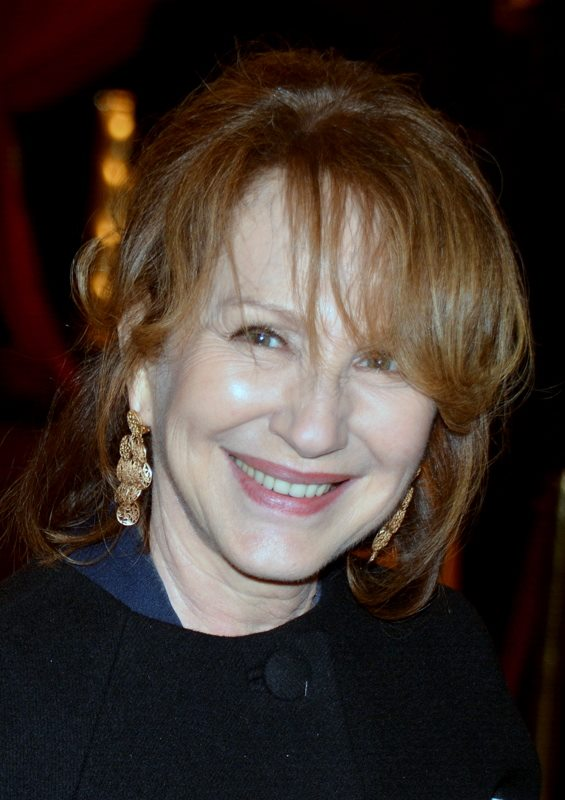
Nathalie Baye ai Premi César 2015

- Two People, regia di Robert Wise (1973) (non accreditata)
- Effetto notte (La nuit américaine), regia di François Truffaut (1973)
- L'inconnu, regia di Youri (1973) (TV)
- La gueule ouverte, regia di Maurice Pialat (1974)
- Lo schiaffo (La gifle), regia di Claude Pinoteau (1974)
- Un jour, la fête, regia di Pierre Sisser (1975)
- Esquisse d'une jeune femme sens dessus-dessous, regia di Alain Boudet (1975) (TV)
- Le plein de super, regia di Alain Cavalier (1976)
- Le voyage de noces, regia di Nadine Trintignant (1976)
- Mado, regia di Claude Sautet (1976)
- L'ultima donna, regia di Marco Ferreri (1976)
- L'uomo che amava le donne (L'homme qui aimait les femmes), regia di François Truffaut (1977)
- Monsieur Papa, regia di Philippe Monnier (1977)
- La communion solennelle, regia di René Féret (1977)
- La camera verde (La Chambre verte), regia di François Truffaut (1978)
- Due volte donna (Mon premier amour), regia di Elie Chouraqui (1978)
- Sacré farceur, regia di Jacques Rouland (1978) (TV)
- La mémoire courte, regia di Eduardo di Gregorio (1979)
- Madame Sourdis, regia di Caroline Huppert (1979) (TV)
- Je vais craquer!!!, regia di François Leterrier (1980)
- Una settimana di vacanza (Une semaine di vacances), regia di Bertrand Tavernier (1980)
- Si salvi chi può (la vita) (Sauve qui peut (la vie)), regia di Jean-Luc Godard (1980)
- La provinciale, regia di Claude Goretta (1981)
- Ormai sono una donna (Beau-père), regia di Bertrand Blier (1981)
- L'ombre rouge, regia di Jean-Louis Comolli (1981)
- Gioco in villa (Une étrange affaire), regia di Pierre Granier-Deferre (1981)
- Il ritorno di Martin Guerre (Le retour de Martin Guerre), regia di Daniel Vigne (1982)
- La spiata (La balance), regia di Bob Swaim (1982)
- Ho sposato un'ombra (J'ai épousé une ombre), regia di Robin Davis (1983)
- Notre histoire, regia di Bertrand Blier (1984)
- Il desiderio e la corruzione (Rive droite, rive gauche), regia di Philippe Labro (1984)
- Detective, regia di Jean-Luc Godard (1985)
- Le Neveu di Beethoven, regia di Paul Morrissey (1985)
- Appuntamento con la morte (Lune de miel), regia di Patrick Jamain (1985)
- De guerre lasse, regia di Robert Enrico (1987)
- En toute innocence, regia di Alain Jessua (1988)
- Gioco al massacro, regia di Damiano Damiani (1989)
- Le pinceau à lèvres, regia di Bruno Chiche (1990)
- La Baule-les-Pins, regia di Diane Kurys (1990)
- L'infiltrato (The Man Inside), regia di Bobby Roth (1990)
- Un week-end su due (Un week-end sur deux), regia di Nicole Garcia (1990)
- La voix, regia di Pierre Granier-Deferre (1992)
- Mensonge, regia di François Margolin (1993)
- Guerra al virus (And the Band Played On), regia di Roger Spottiswoode (1993) (TV)
- La machine - Un corpo in prestito (La machine), regia di François Dupeyron (1994)
- La mère, regia di Caroline Bottaro (1995)
- Enfants de salaud, regia di Tonie Marshall (1996)
- Food of Love, regia di Stephen Poliakoff (1997)
- Paparazzi, regia di Alain Berbérian (1998)
- Si je t'aime, prends garde à toi, regia di Jeanne Labrune (1998)
- Sciampiste & Co. (Vénus beauté (institut)), regia di Tonie Marshall (1999)
- Una relazione privata (Une liaison pornographique), regia di Frédéric Fonteyne (1999)
- Selon Matthieu, regia di Xavier Beauvois (2000)
- Domani andrà meglio (Ça ira mieux demain), regia di Jeanne Labrune (2000)
- Barnie et ses petites contrariétés, regia di Bruno Chiche (2001)
- Absolument fabuleux, regia di Gabriel Aghion (2001)
- Prova a prendermi (Catch Me If You Can), regia di Steven Spielberg (2002)
- Il fiore del male (La Fleur du mal), regia di Claude Chabrol (2003)
- France boutique, regia di Tonie Marshall (2003)
- I sentimenti (Les sentiments), regia di Noémie Lvovsky (2003)
- Une vie à t'attendre, regia di Thierry Klifa (2004)
- L'un reste, l'autre part, regia di Claude Berri (2005)
- Le Petit Lieutenant, regia di Xavier Beauvois (2005)
- La Californie, regia di Jacques Fieschi (2006)
- Mon fils a moi, regia di Martial Fougeron (2006)
- Non dirlo a nessuno (Ne le dis à personne), regia di Guillaume Canet (2006)
- Michou d'Auber, regia di Thomas Gilou (2007)
- Le prix à payer, regia di Alexandra Leclère (2007)
- Passe-passe, regia di Tonie Marshall (2008)
- Les bureaux de Dieu, regia di Claire Simon (2008)
- Cliente, regia di Josiane Balasko (2008)
- Marie-Octobre, regia di Josée Dayan (2008) (TV)
- Visage, regia di Tsai Ming-liang (2009)
- Ensemble c'est trop, regia di Léa Fazer (2009)
- Beautiful Lies (De vrais mensonges), regia di Pierre Salvadori (2010)
- Laurence Anyways e il desiderio di una donna... (Laurence Anyways), regia di Xavier Dolan (2012)
- Queens of the ring, regia di Jean-Marc Rudnicki (2013)
- È solo la fine del mondo (Juste la fin du monde), regia di Xavier Dolan (2016)
- Per mio figlio (Moka), regia di Frédéric Mermoud (2016)
- Alibi.com, regia di Philippe Lacheau (2017)
- Garçon chiffon, regia di Nicolas Maury (2020)
- Downton Abbey II - Una nuova era (Downton Abbey II: A New Era), regia di Simon Curtis (2022)
- 2 matrimoni alla volta (Alibi.com 2), regia di Philippe Lacheau (2023)

## Doppiatrici italiane
Nelle versioni in italiano delle opere in cui ha recitato, Nathalie Baye è stata doppiata da:
- Melina Martello in Beautiful Lies, È solo la fine del mondo
- Fabrizia Castagnoli in Michou d'Auber, Alibi.com
- Aurora Cancian in Gioco al massacro
- Maria Pia Di Meo in Il ritorno di Martin Guerre
- Liliana Sorrentino in L'uomo che amava le donne
- Paila Pavese in Una relazione privata
- Gaia Bastreghi in Prova a prendermi
- Roberta Greganti in Il fiore del male
- Ada Maria Serra Zanetti in Non dirlo a nessuno
- Lucia Valenti in Laurence Anyways e il desiderio di una donna...
- Alessandra Korompay in Guerra al virus
- Veronique Cochais in Downton Abbey II - Una nuova era
- Ludovica Modugno in I sentimenti
- Barbara Castracane in 2 matrimoni alla volta